# Poilly-sur-Serein
Poilly-sur-Serein – miejscowość i gmina we Francji, w regionie Burgundia-Franche-Comté, w departamencie Yonne.
Według danych na rok 1990 gminę zamieszkiwało 235 osób, a gęstość zaludnienia wynosiła 11 osób/km² (wśród 2044 gmin Burgundii Poilly-sur-Serein plasuje się na 677. miejscu pod względem liczby ludności, natomiast pod względem powierzchni na miejscu 401.).